# Sint-Suitbertuskerk (Stokkum)
De Sint-Suitbertuskerk is een rooms-katholieke kerk in de Nederlandse plaats Stokkum. De kerk is in de jaren 1914 - 1915 gebouwd naar ontwerp van architecten Jacobus van Gils en Johan van Dongen en werd gewijd aan Suïtbertus. 
Voor de bouw waren de rooms-katholieken in Stokkum oorspronkelijk aangewezen op de Sint-Martinuskerk in Emmerik en vanaf 1855 officieel op de Pancratiuskerk in 's-Heerenberg. Begin 1914 werd aan het aartsbisdom Utrecht toestemming gevraagd voor de bouw van een kerk in Stokkum. De toestemming volgde snel, evenals de opdracht voor het opstellen van bouwtekeningen. 
De bouw startte nog in 1914, maar werd door het uitbreken van de Eerste Wereldoorlog vertraagd. Op 18 mei 1915, twee maanden na de geplande datum, werd de kerk ingezegend. De consecratie volgde op 22 september 1915 door de aartsbisschop van Utrecht, Henricus van de Wetering. 
De kerk is opgezet als een neogotische kruiskerk. Het schip heeft een zadeldak, het dwarsschip een wolfsdak. Op de kruising staat een kleine toren.
Links van de kerk staat de pastorie. Rechts naast de kerk loopt een pad naar het achtergelegen kerkhof. 
Sinds ca. 2024 heeft het kerkje een sociaal culturele functie. 

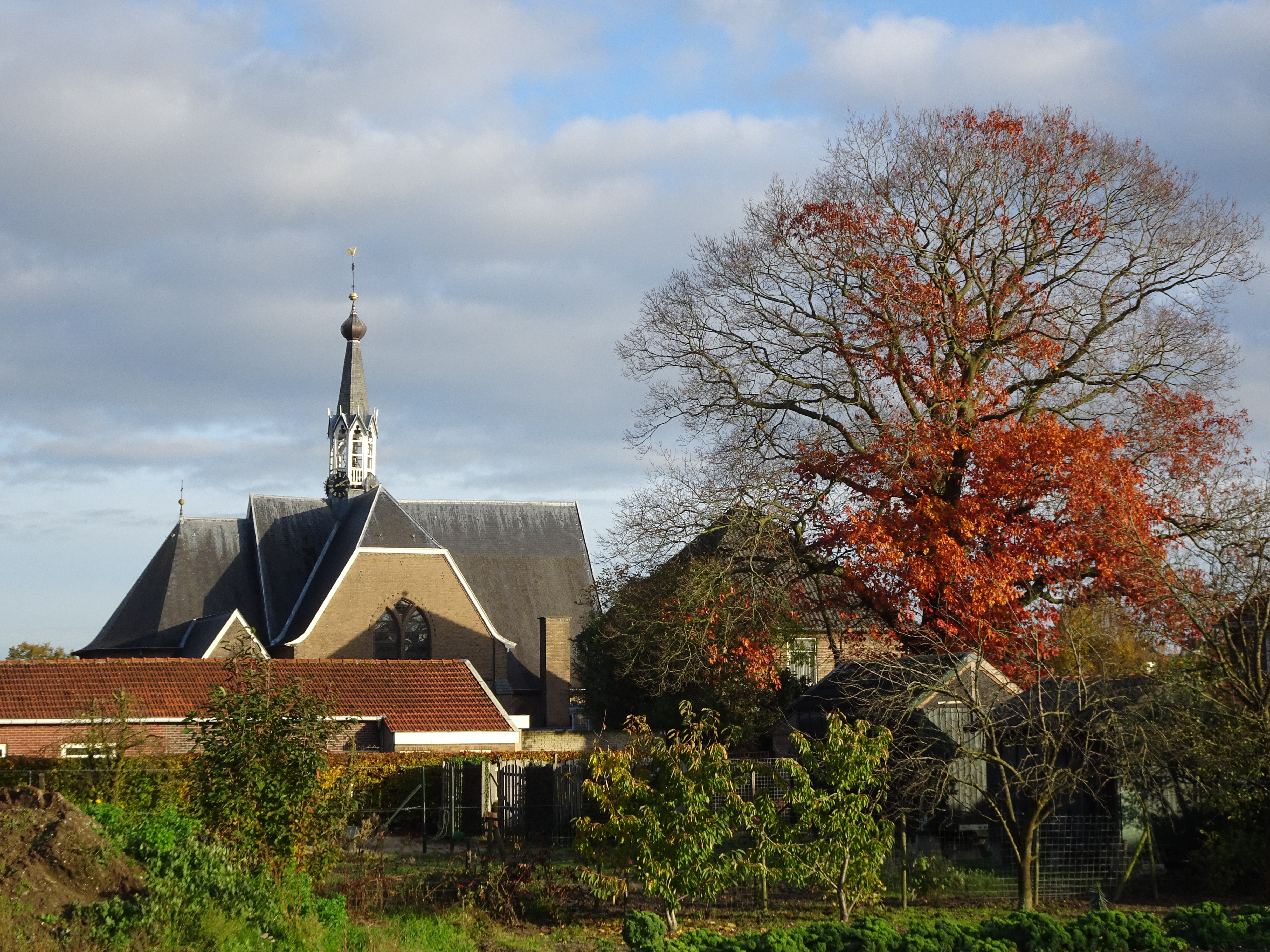